# Brithys encausta
Brithys encausta là một loài bướm đêm trong họ Noctuidae.